# جوش شو (لاعب كرة قدم أمريكية)
جوش شو (بالإنجليزية: Josh Shaw)‏ هو لاعب كرة قدم أمريكية أمريكي، ولد في 7 سبتمبر 1979 في فورت لودرديل في الولايات المتحدة.

## وصلات خارجية
- جوش شو على موقع مرجع كرة القدم المحترفة.كوم (الإنجليزية)